# Norman Jewison
Norman Frederick Jewison (Toronto, 21 de julho de 1926 – 20 de janeiro de 2024) foi um cineasta canadense. Sua estrela na Calçada da Fama se localiza no Hollywood Boulevard número 7020.

## Filmografia
- 2003 - The Statement (br: A confissão)
- 1999 - The Hurricane (br: Hurricane - O furacão / pt: O furacão)
- 1996 - Bogus (br: Bogus, meu amigo secreto)
- 1994 - Only You (br / pt: Só você / pt: Só tu)
- 1991 - Other People's Money (br: Com o dinheiro dos outros / Larry, o liquidador)
- 1989 - In Country (br: Fantasmas da guerra / pt: Um herói como nós)
- 1987 - Moonstruck (br: Feitiço da lua / pt: O feitiço da lua))
- 1985 - Agnes of God (br / pt: Agnes de Deus)
- 1984 - A Soldier's Story (br: A história de um soldado / pt: A história do soldado)
- 1982 - Best Friends (br: Amigos muito íntimos / pt: Loucuras de um casal)
- 1979 - …And Justice for All (br: Justiça para todos / pt: …E justiça para todos)
- 1978 - F.I.S.T. (br / pt: F.I.S.T.)
- 1975 - Rollerball (br / pt: Rollerball - Os gladiadores do futuro)
- 1973 - Jesus Christ Superstar (br / pt: Jesus Cristo Superstar)
- 1971 - Fiddler on the Roof (br: Um violinista no telhado / pt: Um violino no telhado)
- 1969 - Gaily, Gaily (br: Uma certa casa em Chicago pt: Chicago, Chicago)
- 1968 - The Thomas Crown Affair  (br: Crown, o magnífico / pt: O grande mestre do crime)
- 1967 - In the Heat of the Night (br / pt: No calor da noite)
- 1966 - The Russians Are Coming the Russians Are Coming (br: Os russos estão chegando! Os russos estão chegando! / pt: Vêm aí os russos)
- 1965 - The Cincinnati Kid (br: A mesa do diabo)
- 1965 - The Art of Love (br: Artistas do amor / pt: A arte de amar)
- 1964 - Send Me No Flowers (br / pt: Não me mandem flores)
- 1963 - The Thrill of It All (pt: O tempero do amor)
- 1963 - 40 Pounds of Trouble (br: Vinte quilos de confusão / pt: Vinte quilos de sarilhos)

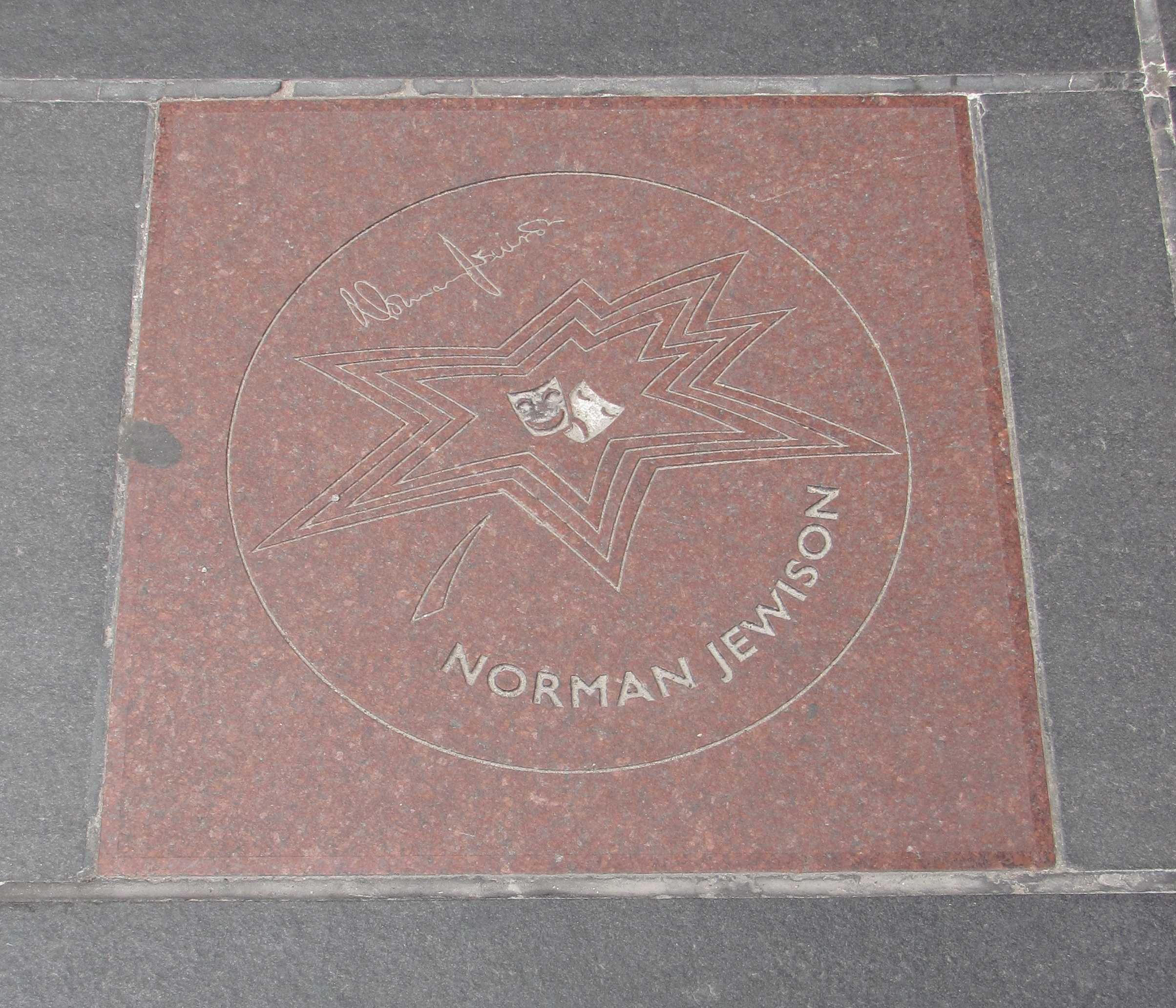
Estrela de Norman Jewison na Calçada da fama do Canadá.

## Premiações
- Prêmio Irving G. Thalberg, concedido pela Academia de Artes e Ciências Cinematográficas.
- Três indicações ao Oscar de Melhor Diretor, por No Calor da Noite (1967), Um Violinista no Telhado (1971) e Feitiço da Lua (1987).
- Quatro indicações ao Oscar de Melhor Filme, por Os Russos Estão Chegando! Os Russos Estão Chegando! (1966), Um Violinista no Telhado (1971), A História de um Soldado (1984) e Feitiço da Lua (1987).
- Três indicações ao Globo de Ouro de Melhor Diretor, por No Calor da Noite (1957), Um Violinista no Telhado (1971) e Hurricane - O Furacão (1999).
- Urso de Prata de Melhor Diretor no Festival de Berlim, por Feitiço da Lua (1987).